# レクイエム (2004年の映画)
『レクイエム』（原題：Wake of Death）は、2004年にアメリカで製作された映画。アメリカではビデオスルーだったが、日本では2005年3月5日に劇場公開された。

## ストーリー
ベン・アーチャーは、ソーシャルワーカーを務める妻シンシアと、幼い息子ニコラス（ニコラ）と共に幸せな生活を送るため闇商人家業から足を洗う決心をした。そんなある日、シンシアは中国から密入国してきた少女キムを自宅に連れ帰ってくるが、キムを追ってきたチャイニーズ・マフィアの手によって無残に殺害されてしまう。最愛の妻を失ったベンは仲間と共にスン・クアン率いるチャイニーズ・マフィアへの復讐を誓う。

## キャスト
| 役名                 | 俳優                           | 日本語吹替 |
| -------------------- | ------------------------------ | ---------- |
| ベン・アーチャー     | ジャン＝クロード・ヴァン・ダム | 大塚明夫   |
| スン・クアン         | サイモン・ヤム                 | 金子由之   |
| キム                 | ヴァレリー・ティアン           | 斉藤梨絵   |
| ニコラス・アーチャー | ピエール・モラリス             | 山下亜矢香 |
| シンシア・アーチャー | リサ・キング                   | 矢野裕子   |
| トニー               | トニー・スキエーナ             | 古田信幸   |
| マックス             | アンソニー・フリッドジョン     | 麦人       |
| レイモンド           | クロード・エルナンデス         | 巻島康一   |
| マック・ホギンス     | ダニー・キーオ                 | 島香裕     |
| ハン                 | フィリップ・タン               |            |

## スタッフ
- 監督：フィリップ・マルチネス
- 製作：アラン・レイサム、フィリップ・マルチネス、ステファニー・マルチネス
- 脚本：フィリップ・マルチネス、ミック・デイヴィス、ローラン・フェルー
- 撮影：エマニュエル・カドッシュ、マイケル・スワン
- 音楽：ガイ・ファーレイ